# Kaarlo Wirilander
Kaarlo Verner Wirilander, född den 14 augusti 1908 i S:t Michel, död den 16 oktober 1988 i S:t Michel, var en finländsk historiker. Wirilander var 1935–1958 anställd vid finska Krigsarkivet och 1962–1971 äldre forskare vid Statens humanistiska kommission.
Kaarlo Wirilander skolades av Gunnar Suolahti. Wirilanders socialhistoriska forskning håller mycket hög klass både sakligt och stilistiskt. Han verkade inom redaktionen till den på ekonomisk och socialhistoria inriktade Suomen kulttuurihistoria, tillsammans med Eino Jutikkala och Heikki Waris. Verket började utges 1936 under Jutikkalas redaktion. 
Kaarlo Wirilanders publikationer används flitigt av genealoger, eftersom verken är inriktade på yrken som officerare och sociala grupper, och eftersom de är översatta till svenska har även svenska genealoger nytta av dem. 
Han skrev även Savolax historia för tiden 1720–1870 (1960), ett arbete på drygt 1 100 sidor. 